# Sous les toits de Paris (film, 1930)
Pour les articles homonymes, voir Sous les toits de Paris.
Pour plus de détails, voir Fiche technique et Distribution.
Sous les toits de Paris est un film franco-allemand réalisé par René Clair et sorti en 1930.

## Synopsis
Dans un quartier populaire de Paris, Albert, un chanteur des rues, habite dans une chambre sous les toits car il n’est pas bien riche. Il rencontre la belle roumaine Pola dont il tombe amoureux, mais il n'est pas le seul dans son cas puisque son grand ami Louis et le truand Fred sont aussi sous le charme. Un soir, Pola n'ose rentrer chez elle car Fred lui a volé sa clef et elle ne se sent pas en sécurité. Elle passe la nuit chez Albert qui dort à même le sol et laisse son lit à Pola. Ils décident rapidement de se marier, mais le destin les en empêche car Émile, un voleur, dépose chez Albert un sac rempli du produit d'un cambriolage. 
Albert est envoyé en prison, Pola se console avec Louis. Un mois plus tard, Émile est à son tour arrêté et admet qu'Albert n'était pas son complice, ce qui permet la libération de ce dernier. Furieux du retour d'Albert, Fred, qui venait de retrouver Pola, fâchée avec Louis, décide de se battre avec lui, au couteau. Louis accourt pour sauver Albert, les deux camarades se retrouvent, mais leur amitié s'assombrit lorsque chacun prend conscience que l'autre est amoureux de Pola. 
Finalement, Albert prend sur lui de laisser Pola à Louis.

## Fiche technique
- Titre français : Sous les toits de Paris
- Titre allemand : Unter den Dächern von Paris
- Réalisateur : René Clair
- Scénario : René Clair
- Dialoguiste : René Clair
- Assistants à la réalisation : Marcel Carné, Georges Lacombe, Jacques Houssin
- Décors : Lazare Meerson assisté d' Alexandre Trauner
- Costumes : René Hubert
- Photographie : Georges Périnal et Georges Raulet
- Son : Walter Morhenn, Hermann Storr
- Montage : René Clair, René Le Hénaff
- Musique : André Gailhard, Armand Bernard[1]
- Orchestrations : Armand Bernard
- Société de production : Société des Films Sonores Tobis (France)
- Société de distribution : Tamasa Distribution (France), Les Acacias (France)
- Directeur de production : Frank Clifford
- Pays d'origine :  France, Allemagne  République de Weimar
- Langues originales : français, roumain
- Format : noir et blanc — 35 mm  — 1,20:1 — son monophonique (Tobis Klangfilm)
- Genre : Comédie dramatique
- Durée : 80 min
- Dates de sortie : 
  - France : 2 mai 1930[2],[3], première au Moulin Rouge à Paris
  - Allemagne : 15 août 1930
- Classification et visa CNC : classé Art et Essai, mention tous publics, visa no 2424 délivré le 15 octobre 1946

## Distribution
| - Albert Préjean : Albert - Pola Illéry : Pola - Gaston Modot : Fred « le dur » - Edmond T. Gréville : Louis - Delphine Abdala : la buraliste - Bilboquet alias Bill-Bocketts (ou Bill Bocket) : Émile, le voleur - Raymond Aimos : un gars du « milieu » - Paul Ollivier : un client du restaurant | - Léon Courtois : l'inspecteur - Raymond Blot : un membre de la bande à Fred - Édouard Francomme : un membre de la bande à Fred - André Michaud : un agent - Louis Pré fils : le locataire du troisième - Eugène Stuber : un membre de la bande à Fred - Louis Zellas : le consommateur jaloux |

## Production

### Tournage
- Le tournage à lieu durant le mois de janvier 1930 aux Studios d'Epinay[4].

- Premier film parlant de René Clair, Sous les toits de Paris constitue paradoxalement une réaction du réalisateur contre les excès du cinéma parlant[Note 1]. En effet, le cinéma sonore avait renvoyé la technique cinématographique des années en arrière : les caméras souvent enfermées dans des cabines insonorisées étaient condamnées à l'immobilité. Le film s'ouvre (et se ferme) sur un long travelling. Dans les passages qui se situent dans des endroits qui séparent le spectateur des acteurs par une vitre (la porte-vitrée d'un bistro par exemple), le son des dialogues est tout simplement coupé. Dans d'autres passages (chambre à coucher, bagarre en pleine rue), l'action se déroule dans le noir et n'est rendue compréhensible que par le son et les dialogues.
- Paris,[5] : « Première au Moulin Rouge de Sous les toits de Paris de René Clair, « film 100 % parlant et chantant français ». Le film, qui voit Albert Préjean et Gaston Modot se battre pour la belle Pola, a été entièrement tourné aux studios d'Épinay et les toits... et les rues de Paris sont l'œuvre du décorateur Lazare Meerson. »

### Chanson
La chanson Sous les toits de Paris, paroles de René Nazelles/René Clair et musique de Raoul Moretti, interprétée par Albert Préjean, revient comme un leitmotiv dans le film et a rencontré en son temps un très grand succès, jusqu'à devenir un classique.

## Accueil
Sous les toits de Paris ne rencontra pas un énorme succès à Paris, mais fut fêté dans de nombreux pays, notamment en Allemagne (où un sondage le fit couronner « plus beau film du monde pour l'année 1931 ») et au Japon. L'intrigue sommaire et le peu de dialogues du film le rendaient en effet particulièrement exportable à un moment où le sonore rendait les films de moins en moins internationaux.